# Геология США
Геология США - геологическое строение и геологическая изученность Соединённых штатов Америки.

## Геологические районы
48 континентальных штатов США можно условно разделить на пять физико-географических районов:
1. Кордильеры.
2. Канадский щит.
3. Стойкая платформа.
4. Прибрежная равнина.
5. Аппалачский орогенный пояс, протянувшийся с севера на юг через штаты: Мэн, Вермонт, Нью-Гэмпшир, Массачусетс, Коннектикут, Нью-Йорк, Нью-Джерси, Пенсильвания, Огайо, Мэриленд, Вирджиния, Западная Вирджиния, Кентукки, Теннесси, Северная Каролина, Южная Каролина, Джорджия и Алабама.

### Северо-Американская платформа
Большая часть территории США относится к Северо-Американской платформе. На востоке она обрамляется палеозойской Аппалачской складчатой системой, на западе — мезозойско-кайнозойской складчатой системой Кордильер, на юге — молодой платформой (плитой) побережья Мексиканского залива, которая переходит северо-восточнее в Приатлантическую плиту того же возраста. Фундамент Северо-Американской платформы обнажается на территории США в нескольких небольших по площади районах: Адирондакское выступление Канадского щита (горные породы среднего рифея) в штатах Миннесота, Висконсин и Мичиган (горные породы: гранитогнейсы возраста свыше 3,5 млрд лет, архейское образование зеленокаменных поясов и граниты; нижнепротерозойские шельфовые отложения; кварциты, перекрывающие горные породы архея; верхнепротерозойские континентальные красноцветные обломочные отложения, базальты и габбро), в Восточных Скалистых горах, в штатах Монтана, Вайоминг, Колорадо, Нью-Мексико, Аризона (на север — архейские образования, а южнее Вайоминга — нижнепротерозойские). На остальной площади фундамент представлен кислыми наземными вулканитами и гранитами. Платформенный чехол в пределах континентальной части США имеет палеозойский возраст — от самых верхов кембрия или чаще ордовика до низов перми в Передаппалачском прогибе. Отложения нижнего и среднего палеозоя — преимущественно шельфовые карбонаты с подчиненными пачками кварцевых песчаников и черных аргиллитов («сланцев»). В Мичиганском (силур) и Уиллстонском (девон) бассейнах известны эвапориты (соли) и в первом из них — рифогенные известняки. Отложения средне-верхнего карбона (Пенсильванская система американских геологов) представляют параличную, циклическо построенную угленосную формацию. Она составляет центральную часть Передаппалачского прогиба, бассейнов (синеклиз) Мичиган и Иллинойс (Внутренний Восточный каменноугольный бассейн), Форест-Сити и Селайна (Внутренний Западный каменноугольный бассейн), промежуточное поднятие — антеклизы Цинциннати и Озарк, а также Бенд на юго-востоке — составлены с поверхности нижнего палеозоя, а крылья — силура и девона. В глубокой Восточно-Техасской синеклизе в юго-западном углу платформы является полный разрез пермских отложений. Горные породы триаса и юры (прибрежно-морские и континентальные) известны лишь на западе Великих равнин, а также в большом Уиллстонском синеклизе. Чаще встречаются карбонатно-терригенные отложения мела — в широкой полосе от канадской границы до Мексиканского залива. Кайнозойские отложения маломощны, континентальные развиты ограничено, ближе к Скалистым горам, вдоль подножия которых расположены прогибы Паудер-Ривер, Денвер и Ретон. Юго-западный угол платформы отделен от его основной части сложным авлакогеном Уичита, который продолжается на запад, в северной части плато Колорадо.

### Аппалачский орогенный пояс
Аппалачская складчатая система простирается в южно-восточном направлении от канадской границы до Алабамы, где погружается под чехол отложений мела и кайнозоя. К югу от широты Нью-Йорка её внутренняя зона — зона Пидмонт — перекрывается на востоке плащом мело-кайнозойских континентально-прибрежных осадков Приатлантической равнины; она составлена гнейсами гренвилльского периода, которые выступают в куполах, метаморфизованными осадками и вулканитами верхнего докембрия — нижнего и среднего палеозоя, средне- и верхнепалеозойскими гранитами. Здесь же известны Венд-кембрийские офиолиты. В Северных Аппалачах, на север от широты Нью-Йорка, в этой зоне оказались две главные эпохи деформаций и гранитоидного магматизма — таконская в конце ордовика, аккадская перед поздним девоном; в Южных Аппалачах — третья, более слабая, алеганская — в конце палеозоя. Зона Пидмонт отделена глубинным разломом от осевого поднятия системы, выраженного хребтами Блу-Ридж на юге, Грин-Маунтинс на севере. Это поднятие составлено гренвилльскими гнейсами и верхне-орифейскими вендскими осколочно-вулканогенными отложениями. Оно надвинуто в свою очередь на внешнюю зону — зону долин и кряжей. Эта зона сложена из карбонатно-терригенных мелководных осадков кембрия-карбона. Внешняя зона смята в линейные складки, в общем сорваны с докембрийского фундамента (продолжение платформенного) и надвинутые на Передаппалачский прогиб, который замыкается на севере перед Адирондакским выступлением Канадского щита. В северных Аппалачах зона резко сужается. Она отделяется здесь от склона щита надвижкой «линии Логана». На Внутреннюю зону (Пидмонт) в позднем триасе была наложена система рифтов, заполненных красноцветными и толеитовыми базальтами континентального типа. Палеозойский складчатый комплекс снова выступает на поверхность в горах Уошито в штате Арканзас. К западу от гор Уошито палеозойская складчатая система, погружаясь под чехол, делает новый поворот на юг, огибая антеклизу Бенд, затем на запад, вновь обнажаясь в горах Маратон возле мыса Рио-Гранде близ мексиканской границы. В Уошито и Маратон оказалась лишь заключительная эпоха герцинского тектогенеза.

### Кордильеры
В составе складчатой системы Кордильер выделяются три зоны. Наиболее внешняя — зона Восточных Скалистых гор сначала (до мела) представляла западную окраину платформы. В мело-палеогене она была охвачена интенсивными погружениями и деформациями, в результате которых возникла система поднятий с выходами в ядрах докембрийского фундамента. В ту же эпоху здесь внедрились малые интрузии субщелочных гранитоидов, с которыми связано промышленно важное оруденения. Далее на запад тянется зона собственно Кордильер — Скалистых гор. Она составлена шельфовыми осадками верхнего протерозоя, палеозоя и мезозоя. Внутренняя структура зоны характеризуется многочисленными надвигами. Западная зона Кордильер отличается наиболее сложной структурой и историей. Здесь в палеозойских и триасово-юрских отложениях развиты офиолиты и островодужные вулканиты, присутствуют и фрагменты древней континентальной коры, например, в Калифорнии. Структура напряженная, с многочисленными надвигами, преимущественно в сторону океана, и оползнями, из которых наибольший высокосейсмичный — Сан-Андреас — пересекает Калифорнию от вершины Калифорнийского залива до мыса Мендосино. Распространены поздне-мезозойские многофазные плутоны гранитоидов (батолит Сьерры-Невады и др.). На более древние структуры наложены впадины, заполненные отложениями мела и кайнозоя, вблизи океанического побережья интенсивно смятыми в новейшее время. На наиболее широкую часть Кордильер наложена большая область опускания — Большой Бассейн, характеризующееся структурами растяжения и молодым базальтовым вулканизмом. К востоку от плато Колорадо в меридиональном направлении простирается рифт Рио-Гранде, а севернее Большого Бассейна, вдоль реки Снейк, — молодая вулканическая зона, в пределах которой находятся гейзеры Йеллоустонского парка. От севера Калифорнии через штаты Орегон и Вашингтон тянется активная вулканическая цепь Каскадных гор. Аляска также в основе принадлежит системе Кордильер, но её северное побережье представляет собой платформенное поднятие на палеозойском складчатом фундаменте. Южнее располагается Колвилльский передовой прогиб с мощной толщей терригенных осадков мело-кайнозоя. Другая часть Аляски принадлежит внутренней зоне Кордильер с мезозойскими офиолитами, вулканитами, гранитными батолитами, молодыми вулканами, мело-кайнозойскими прогибами, открывающиеся в Берингово море. Полуостров Сьюард является продолжением массива Чукотского полуострова. К югу от него продолжается Охотско-Чукотский вулкано-плутонический пояс, а Алеутская вулканическая дуга продолжает вулканическую зону Южной Аляски. Как и вулканы Каскадных гор, она связана с подсовыванием литосферной плиты Тихого океана под континент Северной Америки.
Молодая платформа северного побережья Мексиканского залива (Галф-Кост) сложена из толщи юрских, меловых и кайнозойских осадков. В её основе залегают соленосные света среднего юры, с которым связаны многочисленные соляные купола, определяющие тектонику этой молодой плиты. Она и вся мегасинеклиза Мексиканского залива отделена от Приатлантической плиты востока США поднятием (антеклизы) Северной Флориды. Гавайские острова (штат Гавайи) представляют собой линейную цепь вулканических островов центральной части Тихого океана.

## Геология отдельных штатов
- Геология Айдахо
- Геология Гавайев
- Геология Техаса